# مؤسسه اعتباری ثامن
مؤسسه اعتباری ثامن یک مؤسسه اعتباری در ایران بود. این مؤسسه در تیر ماه سال ۱۳۷۶ با نام تعاونی اعتبار ثامن الائمه در مشهد فعالیت خود را با توجه به موافقتنامه تشکیل شماره ۱۲۰۵۰/۳۵ کد۳۴۶۳ وزارت تعاون آغاز کرد. (افتتاح رسمی در ۱۸ دی ماه ۱۳۷۶ است). این مؤسسه وابسته به بنیاد تعاون سپاه پاسداران تا قبل از ادغام در بانک انصار حدود بیش از ۴۰۰۰ کارمند و ۵۶۹ شعبه در سراسر کشور داشت.
این مؤسسه در گذشته مجوز فعالیت از بانک مرکزی نداشت. اما رئیس بانک مرکزی آبان سال ۱۳۹۴ گفت: «مؤسسه اعتباری ثامن درحال طی مراحل قانونی برای دریافت مجوز و موافقت اصولی است.» در تیر ماه سال ۱۳۹۶ در وبگاه بانک مرکزی نام این مؤسسه در فهرست بانک‌ها و موسسات اعتباری مجاز از نوع «متقاضی دریافت مجوز» قرار گرفت.

## مشکلات ایجاد شده به دلیل تشابه اسمی با مؤسسه ثامن الحجج
پس از اینکه اعلام شد مؤسسه مالی و اعتباری ثامن الحجج توانایی پرداخت سپرده‌های مشتریانش را ندارد، شباهت نام و نشان‌واره (لوگو) این دو مؤسسه باعث شد تعداد زیادی از مشتریان برای پس گرفتن سپرده‌های خود به شعب مؤسسه ثامن مراجعه کنند.

## شایعهٔ ورشکستگی سال ۱۳۹۶
در خرداد ماه سال ۱۳۹۶ شایعه ورشکستگی این مؤسسه منجر به ترس سپرده گذاران و تجمع گسترده در برابر شعبه‌های این مؤسسه برای دریافت سپرده‌هایشان شد که در یک مورد به درگیری بین مردم و نیروهای ضد شورش انجامید. به دنبال این شایعه؛ در گفتگو با خبرگزاری صدا و سیما از سوی معاون نظارتی بانک مرکزی، سخنگوی کمیسیون اقتصادی مجلس شورای اسلامی و دادستان عمومی و انقلاب مرکز استان البرز این شایعه تکذیب شد و به سپرده‌گذاران اعلام شد که به هیچ عنوان نگران نباشند و به شایعات توجه نکنند. به گفته فرشاد حیدری معاون وقت نظارت بانک مرکزی در اسفند ماه ۱۳۹۶ مؤسسه اعتباری ثامن و بانک مهر اقتصاد تا بهار ۱۳۹۷ در بانک انصار ادغام خواهند شد. در ۱۲ اردیبهشت ماه ۱۳۹۷ و مصادف با نیمه شعبان مؤسسه اعتباری ثامن در بانک انصار ادغام شد.